# Heliococcus takae
Heliococcus takae är en insektsart som först beskrevs av Kuwana 1907.  Heliococcus takae ingår i släktet Heliococcus och familjen ullsköldlöss. Inga underarter finns listade i Catalogue of Life.